# متوازي مستطيلات

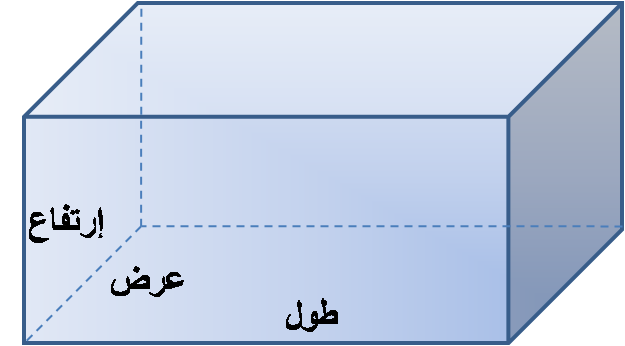
متوازي المستطيلات

في الهندسة الرياضية، متوازي المستطيلات هو المجسم الذي يحيط به ستة مستطيلات من جميع جهاته. تكون جميع زواياه قائمة، وتكون الأوجه المتقابلة متطابقة. كما يمكن اعتباره موشور بزاوية قائمة.
إذا كانت أبعاد متوازي المستطيلات هي {\displaystyle l,w,h} عندها يكون حجمه يعطي بالعلاقة {\displaystyle V=l.w.h} ومساحة سطحة الخارجي بالعلاقة {\displaystyle 2(l.w+w.h+l.h)}.
كما يعطى طول القطر الثلاثي الأبعاد بالعلاقة: {\displaystyle d={\sqrt {l^{2}+w^{2}+h^{2}}}.}

## مراجع

متوازي مستطيلات: القطر ثلاثي الأبعاد d